# Wacken
Wacken è un comune tedesco del circondario di Steinburg, nella regione dello Schleswig-Holstein. Ha circa 2 000 abitanti. Itzehoe è la città più vicina a questo piccolo comune, mentre la metropoli che dista meno è Amburgo, a circa 70 km di distanza. 200 sono invece i km stimati che separano Wacken dal confine con la Danimarca. 
È noto soprattutto per i vasti campi agricoli che possiede sui quali si svolge il Wacken Open Air, ritenuto il più importante e più grande festival metal del mondo. Nella settimana di agosto in cui si svolge il festival infatti, la sua area conta all'incirca 100 000 persone.